# Peggy Batchelor
Pour les articles homonymes, voir Batchelor.
Peggy Batchelor, née le 26 novembre 1916 dans le quartier de Wembley à Londres (Royaume-Uni) et morte le 18 juillet 2020 à Leicester (Royaume-Uni), est une actrice britannique,.

## Filmographie[1]

### Cinéma
- 2007 : The Waiting Room de Roger Goldby : Doris
- 2008 : Blackout de Rigoberto Castañeda : Allison

### Télévision
- 2002 : Doctor Who: Death Comes to Time : The Kingmaker (voix, épisodes 4 et 5)
- 2005 : My Hero : Mrs. Raven (épisode: "Night Fever")
- 2005 : The Queen's Sister : Mile End Flat Woman (téléfilm)
- 2006 : Holby City : Yvonne Perry (épisode: "If the Heart Lies")